# Chilomycterus antillarum
Chilomycterus antillarum là một loài cá trong chi Chilomycterus nguồn gốc ở Tây Đại Tây Dương, miền nam Florida và Bahamas đến Brasil. Chúng có thể phát triển chiều dài lên đến 12 inches.